# Естрін Леонід Самійлович
Леонід Самійлович (Ізраїль) Естрін (рос. Леонид (Израиль) Самойлович Эстрин; 25 серпня 1908, Бобруйськ, Російська імперія — 1 березня 1972, Київ, Українська РСР) — український і російський радянський кінорежисер єврейського походження. Нагороджений орденом Вітчизняної війни II ст. та медалями.

## Життєпис
Народився 25 серпня 1908 р. в м. Бобруйську (тепер Білорусь) в родині службовця. Працював актором і режисером в самодіяльному робітничому театрі м. Дніпропетровська. Закінчив режисерський факультет Київського кіноінституту (1937). Був асистентом режисера на Київській кіностудії (у картинах: «Щасливий фініш» (1934), «Велике життя» (1939, 1 серія), «Макар Нечай» (1940) тощо).
Учасник Великої Вітчизняної війни.
Був членом Спілки кінематографістів України. Помер 1972 р. в Києві.

## Фільмографія
Поставив на Київській кіностудії картини:
- «Пригоди з піджаком Тарапуньки» (1955, к/м, у співавт. з В. Івановим)
- «Головний проспект» (1956, за сцен. Г. Кушніренка)
- «Блакитна стріла» (1958, за сцен. В. Черносвітова, за участю В. Алексєєва[ru])
- «Роки дівочі» (1961, за сцен. Л. Компанієць)
- «Бухта Олени» (1963, у співавт. з Марком Ковальовим, за сцен. Ю. Гутіна i Ю. Шевкуненка)

В 1965 р. перейшов на Київську кіностудію науково-популярних фільмів, де створив стрічки:
- «Розповідь про Радянський Герб»
- «Людина і автомат»
- «Під знаком Лева і Козерога»
- «Скільки жити машині» та ін.